# Coelidia atra
Coelidia atra är en insektsart som beskrevs av Walker 1851. Coelidia atra ingår i släktet Coelidia och familjen dvärgstritar. Inga underarter finns listade i Catalogue of Life.